# Kleingebiet Sárbogárd
Das Kleingebiet Sárbogárd (ungarisch Sárbogárdi kistérség) war bis Ende 2012 eine ungarische Verwaltungseinheit (LAU 1) innerhalb des Komitats Fejér in Mitteltransdanubien. Im Zuge der Verwaltungsreform von 2013 ging es in den nachfolgenden Kreis Sárbogárd (ungarisch Sárbogárdi járás) über, der neue Kreis wurde noch erweitert durch zwei Ortschaften aus dem Kleingebiet Aba.
Im Kleingebiet Sárbogárd lebten Ende 2012 auf einer Fläche von 561,27 km² 22.626 Einwohner. Verwaltungssitz war die einzige Stadt, Sárbogárd (12.508 Ew.).
Zweitbevölkerungsreichste Ortschaft war die Großgemeinde Cece (ungarisch nagyközség) mit 2.589 Einwohnern. Mit 44 Einwohnern pro km² hatte das Kleingebiet die niedrigste Bevölkerungsdichte im Komitat.

## Ortschaften
Die folgenden zehn Ortschaften gehörten zum Kleingebiet Sárbogárd:
| Alap       | Alsószentiván | Cece      | Hantos   | Igar  |
| Mezőszilas | Nagylók       | Sárbogárd | Sáregres | Vajta |